# دنیل کارول (بازیکن راگبی)
دنیل کارول (انگلیسی: Daniel Carroll; ۱۷ نوامبر ۱۸۸۷ – ۵ اوت ۱۹۵۶) بازیکن راگبی ۱۵ نفره اهل استرالیا بود.
وی در مسابقات کشوری و بین‌المللی در مجموع برندهٔ ۲ مدال طلا شده‌است.